# Volo China Eastern Airlines 5735
Il volo China Eastern Airlines 5735 è stato un collegamento passeggeri di linea operato dalla China Eastern Airlines da Kunming a Canton, in Cina. Il 21 marzo 2022, il Boeing 737-800 utilizzato per il volo entrò in una picchiata e colpì il suolo ad alta velocità nella contea di Teng, nella prefettura di Wuzhou, nel Guangxi, provocando la morte di tutte le 132 persone (123 passeggeri e 9 membri dell'equipaggio) a bordo.
L'incidente risultò il terzo peggior disastro aereo in Cina dopo il volo China Northwest Airlines 2303 (160 vittime) volo China Southern Airlines 3943 (141 vittime), il peggiore nella storia della compagnia e del 2022.

## L'aereo
Il velivolo coinvolto era un Boeing 737-800 con marche B-1791 e numero di serie 41474. L'aereo era spinto da due motori turboventola CFM56-7B26E. Aveva volato per la prima volta il 5 giugno 2015 ed era stato consegnato nuovo a China Eastern Airlines il 25 giugno. Era dipinto con la livrea Yunnan Peacock della compagnia.
L'ultimo incidente che aveva coinvolto un Boeing di questo tipo, un 737-800, era stato il volo Air India Express 1344 nell'agosto 2020. L'ultimo incidente aereo mortale in Cina era avvenuto nel 2010 quando il volo Henan Airlines 8387 si schiantò vicino all'aeroporto di Yichun-Lindu, provocando 44 vittime.

## Passeggeri ed equipaggio
La Civil Aviation Administration of China (CAAC) e la compagnia aerea riferirono che a bordo del velivolo risultavano 123 passeggeri e 9 membri dell'equipaggio, per un totale di 132 persone, tutte di nazionalità cinese.
L'equipaggio era composto da tre piloti, cinque assistenti di volo e una guardia di sicurezza:
- il comandante era il 32enne Yang Hongda, impiegato come pilota di Boeing 737 da gennaio 2018, con un totale di 6 709 ore di volo;
- il primo ufficiale era il 59enne Zhang Zhengping, tra i piloti commerciali più esperti della Cina, con 31 769 ore di volo; era un istruttore di volo per China Eastern e aveva addestrato più di 100 comandanti. Aveva ricevuto il titolo onorario di "pilota benemerito" dell'aviazione civile nel 2011;
- il secondo ufficiale e osservatore era il 27enne Ni Gongtao, con all'attivo un totale di 556 ore di volo; era a bordo per adempiere a doveri di addestramento.

## L'incidente

La rotta del volo 5735 e il luogo dello schianto.

L'aereo partì dall'aeroporto Internazionale di Kunming-Changshui diretto all'aeroporto di Canton-Baiyun alle 13:15 ora locale (05:15 UTC). Sarebbe dovuto atterrare alle 15:05 (07:05 UTC).
Quattro ore prima dell'incidente, i servizi meteorologici di Wuzhou avevano emesso un bollettino in cui avvisavano di forti venti convettivi nell'area.
Secondo la Civil Aviation Administration of China (CAAC), il contatto con l'aereo venne perso sopra la città di Wuzhou. Alle 14:22 (06:22 UTC), mentre si preparava a scendere verso Canton, il velivolo entrò in un'improvvisa picchiata molto ripida, scendendo da 29 100 piedi (8 900 m) a 3 225 piedi (983 m) in 3 minuti, con una velocità di discesa di 8 625 piedi (2 629 m) al minuto, secondo i dati registrati da Flightradar24. L'aereo si schiantò alle 14:23 (06:23 UTC) sulle montagne della contea di Teng, dove in seguito furono trovati dei detriti; Non ci sono sopravvissuti tra i 132 passeggeri a bordo.
Un filmato dell'incidente venne catturato da una vicina telecamera a circuito chiuso, che ritraeva il Boeing 737 precipitare con un angolo di beccheggio di quasi 90 gradi. I residenti nei villaggi che circondano il luogo dello schianto riferirono di aver udito una forte esplosione.
Le autorità della prefettura di Wuzhou riportarono che 450 vigili del fuoco vennero inviati sul luogo dell'incidente a partire dalle 15:05. Alle 15:56, i pompieri della vicina città di Tangbu furono i primi a giungere sul posto e iniziarono a perlustrare l'area dello schianto. Alle 16:40 vennero mobilitati anche vigili del fuoco delle prefetture vicine quali Guilin, Beihai, Hezhou, Laibin e Hechi per domare l'incendio boschivo causato dal carburante del Boeing. Le fiamme furono spente alle 17:25.

## Le indagini

### Le prime indagini
La Federal Aviation Administration (FAA) degli Stati Uniti dichiarò di essere stata informata dell'incidente. La FAA aggiunse di essere "pronta ad assistere negli sforzi investigativi", se ci fosse stata necessità. La società Boeing affermò di essere stata informata dei rapporti iniziali. Il National Transportation Safety Board (NTSB) degli Stati Uniti mise a disposizione un proprio funzionario in qualità di rappresentante nella commissione d'inchiesta sull'incidente. I rappresentanti di CFM International, Boeing e FAA avrebbero agito anche come consulenti tecnici nell'indagine. Il 29 marzo 2022, l'NTSB riferì che la Cina aveva concesso visti all'agenzia e ai consulenti tecnici di Boeing, CFM e FAA.
Il registratore vocale della cabina di pilotaggio (CVR) venne ritrovato il 23 marzo; sebbene il dispositivo presentasse danni esterni, i componenti al suo interno apparivano relativamente intatti e venne spedito a Pechino per l'estrazione e analisi dei dati. Il trasmettitore del localizzatore di emergenza (ELT) venne recuperato il 26 marzo e il 27 marzo venne ritrovato il registratore dei dati di volo (FDR). Era rimasto sepolto 1,5 metri nel terreno e appariva leggermente ammaccato ma sostanzialmente intatto. I due registratori furono inviati in una struttura a Washington per l'analisi. Allo stesso tempo, il 1º aprile, una squadra di investigatori dell'NTSB lasciò gli Stati Uniti per dirigersi in Cina.
Mao Yanfeng, responsabile delle indagini presso la CAAC, dichiarò che l'aereo non aveva incontrato nessun'area con condizioni meteorologiche avverse o potenzialmente pericolose per la condotta di volo. Dalle analisi sui resti venne esclusa l'ipotesi di un'esplosione in volo dovuto ad agenti esplosivi. Vennero quindi ipotizzate come possibili cause un cedimento del piano di coda (ad esempio, un problema allo stabilizzatore) e un sabotaggio (come uno schianto intenzionale causato dai piloti). Il 24 marzo venne ritrovato un componente del velivolo a 10 km dal sito dell'incidente, dando inizialmente peso alla teoria di una rottura avvenuta in volo. Tuttavia, le autorità cinesi confermarono che si trattava di una winglet, la cui perdita non avrebbe compromesso l'aerodinamicità e che era abbastanza leggera da essere stata portata lì dal vento o che si era staccata durante la picchiata.

### Rapporti preliminari
Il 20 aprile la CAAC pubblicò un rapporto preliminare, 30 giorni dopo l'incidente. Gli inquirenti affermarono che non era stata riscontrata alcuna anomalia nei comandi dell'aereo e che le comunicazioni tra l'equipaggio e i controllori del traffico aereo erano state normali. L'aereo era provvisto di certificato di aeronavigabilità valido e la manutenzione prevista era stata correttamente eseguita; tutto il personale a bordo era in possesso dei certificati e requisiti previsti, le condizioni meteo non erano avverse e non erano state caricate merci pericolose.
Alla vigilia del primo anniversario, nel marzo 2023, la CAAC ha rilasciato una dichiarazione provvisoria insolitamente breve in cui affermava che l'indagine era ancora in corso a causa della natura "molto complicata e molto rara" dell'incidente.

## Conseguenze

### Nazionali
Il premier cinese Li Keqiang chiese uno sforzo comune per cercare eventuali sopravvissuti e sottolineò la necessità di rassicurare e assistere le famiglie delle vittime. Il leader cinese Xi Jinping chiese agli investigatori di determinare quanto prima la causa dell'incidente per garantire la sicurezza aerea "assoluta". Oltre 1.000 psicologi furono messi a disposizione per fornire aiuto e supporto emotivo alle famiglie delle vittime.
China Eastern istituì una linea telefonica a disposizione per i familiari e annunciò che la sua flotta di Boeing 737-800 sarebbe stata messa a terra per ispezioni fino al completamento dell'indagine. La maggior parte dei 737-800 della compagnia aerea rientrò in servizio nell'aprile 2022.
VariFlight riferì che quasi il 74% degli 11.800 voli in programma in Cina per la giornata del 22 marzo venne annullato a seguito dell'incidente. La maggior parte dei servizi di volo tra Pechino e Shanghai furono cancellati. Quasi l'89% di tutti i voli di China Eastern venne cancellato il 22 marzo.

### Internazionali
In India, la direzione generale dell'aviazione civile (DGCA) collocò tutti i Boeing 737 operati da vettori indiani sotto "stretta sorveglianza".
Sui mercati azionari statunitensi, le azioni Boeing subirono un calo del 7,8% e le azioni di China Eastern dell'8,2% dopo l'incidente. Alla Borsa di Hong Kong, le azioni di China Eastern registrarono perdite del 6,5%.
Boeing porse le sue condoglianze alle famiglie delle vittime, dichiarando la massima collaborazione con China Eastern e l'NTSB.